# Philhygra pinegensis
Philhygra pinegensis är en skalbaggsart som först beskrevs av Jyrki E. Muona 1983.  Philhygra pinegensis ingår i släktet Philhygra, och familjen kortvingar. Arten är reproducerande i Sverige.